# خط افق (آلبوم یان تیرسن)
«خط افق» آلبومی از هنرمند اهل فرانسه یان تیرسن است که در ۱۷ اکتبر ۲۰۱۱ (UK and Europe) منتشر شد.

## آهنگ‌ها
1. "Another Shore" (۴:۵۴)
2. "I'm Gonna Live Anyhow" (۳:۴۸)
3. "Monuments" (۳:۵۳)
4. "The Gutter" (۴:۰۳)
5. "Exit 25 Block 20" (۳:۲۸)
6. "Hesitation Wound" (۴:۱۱)
7. "Forgive Me" (۵:۵۶)
8. "The Trial" (۵:۵۳)
9. "Vanishing Point" (۴:۰۹)